# Wriedel
Wriedel ist eine Gemeinde inmitten der Lüneburger Heide im Landkreis Uelzen, Niedersachsen. Die Gemeinde Wriedel ist Mitgliedsgemeinde der Samtgemeinde Bevensen-Ebstorf.

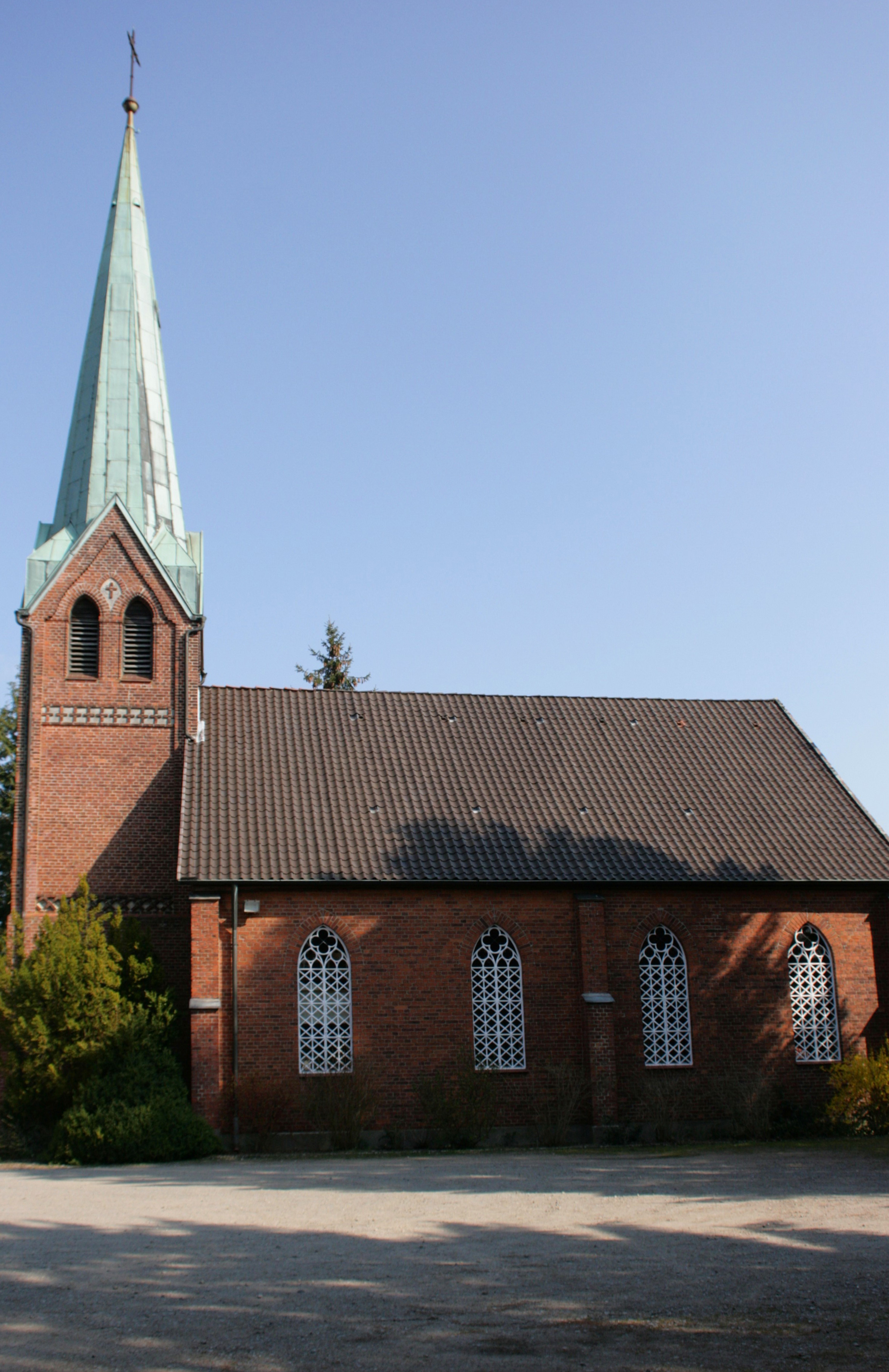
Bethlehemskirche

## Geografie

### Geografische Lage
Wriedel liegt in einem Heidegebiet mit einigen Anhöhen: Westberg (105,5 m), Sultberge (102 m), Schiffberg (101 m), Pracherberg (100 m), Schaperberg (97,8 m), Gannerberg (89 m), Kolkenberg (99 m), Krähenberg (91,5 m), Kreuzberg bei Schatensen (89,9 m), Osterberg bei Brockhöfe (89 m), Kreuzberg bei Wriedel (85,7 m), Osterberg bei Holthusen I (86,5 m), Mühlenberg (81,4 m).
Durch das Gemeindegebiet fließen der Wriedeler Bach und die Schwienau.

### Gemeindegliederung
Zur Gemeinde gehören die Ortsteile und Wohnplätze Arendorf, Arnoldshof, Brambostel, Brockhöfe, Bahnhof Brockhöfe, Bruch, Grenzhof, Heidehof, Holthusen I, Försterei Langlingen, Lintzel, Schatensen, Siedlung Wense, Wettenbostel, Wriedel und Wulfsode.

## Geschichte

### Erste Erwähnung
Die Orte der Gemeinde sind – urkundlich belegt – etwa um 1200 gegründet worden, Wriedel selbst um das Jahr 1100.

### Eingemeindungen
Am 1. Juli 1972 wurden die Gemeinden Arendorf, Brambostel, Brockhöfe, Holthusen I, Lintzel, Schatensen, Wettenbostel und Wulfsode eingegliedert.

## Religion

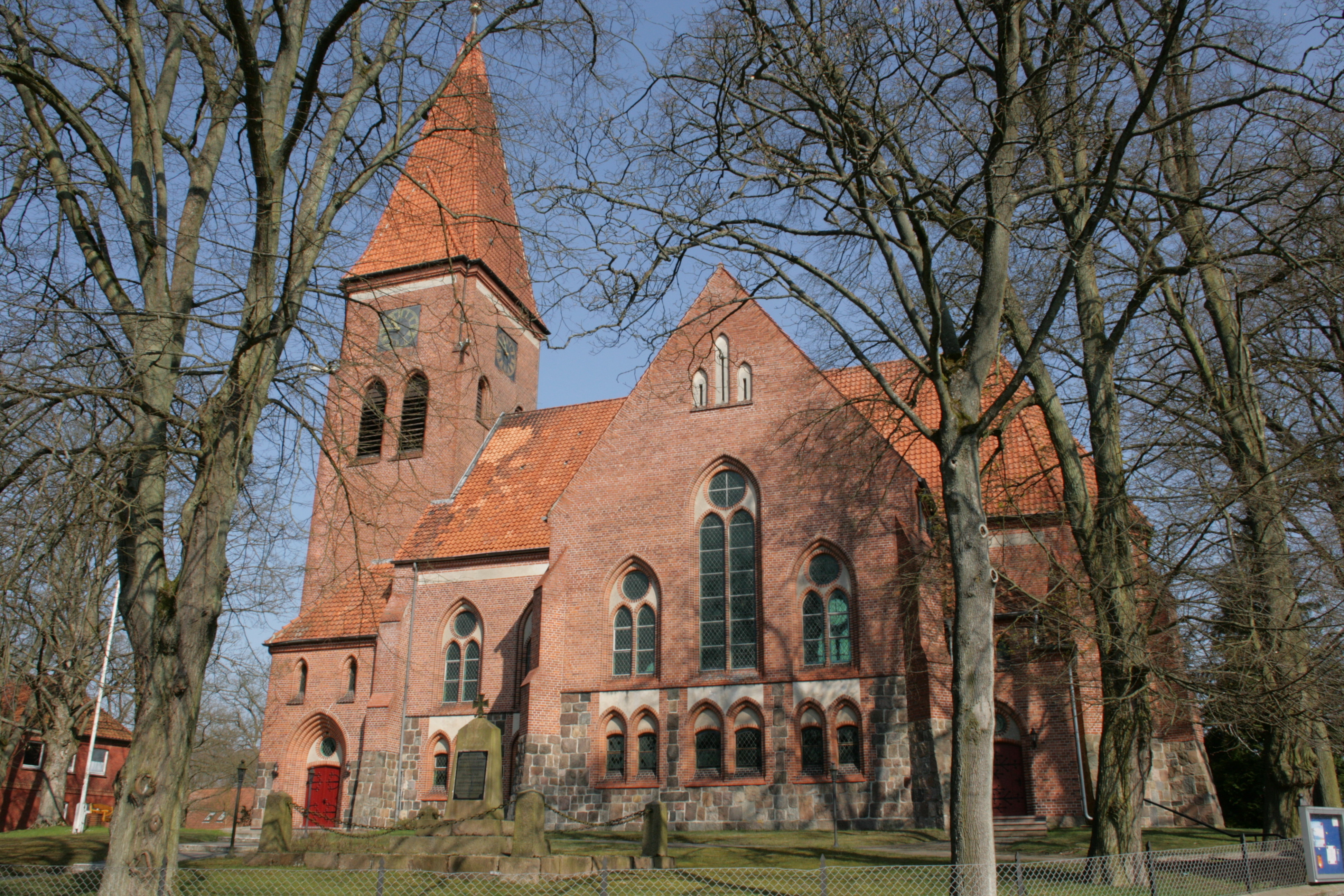
Suidbert-Kirche

Der Heideort Wriedel bildet den Mittelpunkt von zwei evangelischen Kirchengemeinden:
- die evangelisch-lutherische Gemeinde der Hannoverschen Landeskirche mit der Suidbert-Kirche
- die selbständige Evangelisch-Lutherische Bethlehems-Gemeinde, die zum Kirchenbezirk Niedersachsen-Ost der Selbständigen Evangelisch-Lutherischen Kirche gehört. Diese nutzt die Bethlehemskirche.

## Politik

### Rat
Der Rat der Gemeinde Wriedel setzt sich aus 13 Ratsfrauen und Ratsherren zusammen, einschließlich des nebenamtlich tätigen Bürgermeisters.
| Wahljahr | CDU                                                                  | SPD | Grüne | UWG | Einzel | FDP | Gesamt   |
| 2021     | 8                                                                    | 3   | 1     | 1   | 0      | -   | 13 Sitze |
| 2016     | 8                                                                    | 2   | -     | 1   | 1      | 1   | 13 Sitze |
| 2011     | 8                                                                    | 3   | -     | 1   | 0      | 1   | 13 Sitze |
| 2006     | 10                                                                   | 3   | -     | 0   | 0      | 0   | 13 Sitze |
|          | _____________________________ UWG: Unabh. Wählergemeinschaft Wriedel |     |       |     |        |     |          |

Letzte Kommunalwahl am 12. September 2021.

### Bürgermeister/Verwaltung
Bürgermeister ist Jörg Peter (CDU). Die Gemeindeverwaltung befindet sich im Kirchsteig 20.

### Wappen
| | Blasonierung: „Das Wappen der Gemeinde Wriedel zeigt in Gold (Gelb) über erniedrigtem grünem linken Astbalken mit neun Stümpfen einen grünen Treppenspeicher beiderseits begleitet von je einem grünen Wacholder.“ |
| Wappenbegründung: Das Wappen symbolisiert die Landschaft der Gemeinde. Der Treppenspeicher, einst zur Speicherung von Saaten und Vorräten für Notzeiten gedacht, ist ortstypisch und ein erhaltenes Gebäude steht heute noch in Klostergut Wulfsode. Die Wacholderbüsche sind typisch für die Lüneburger Heide und prägen das Gemeindegebiet. Der Astbalken steht einerseits für den hohen Baumbestand und andererseits für die neun Ortsteile der Gemeinde. | |

## Kultur und Sehenswürdigkeiten
Sehenswürdigkeiten Wulfsoder Treppenspeicher, der auf dem Wriedeler Wappen zu finden ist, die Ellerndorfer Heide, das Naturbad Wriedel e. V., Burg Bode und die Villa Waldheim.

## Wirtschaft und Infrastruktur
Den Kern der Wirtschaft stellt die Landwirtschaft. Vier Vollhöfe und mehrere Nebenerwerbsbetriebe gibt es in Wriedel.
Einrichtungen der Grundversorgung, wie Lebensmittelmärkte und Ärzte, sind vorhanden.
Die örtliche Gemeinschaft wird von mehreren Vereinen und den Freiwilligen Feuerwehren getragen. Die Feuerwehren sorgen für den Brandschutz und die allgemeine Hilfe.

### Verkehr
Wriedel liegt im Schnittpunkt der Straßen von Celle nach Lüneburg und Amelinghausen und von Uelzen nach Soltau und Bad Fallingbostel. Im Ortsteil Brockhöfe befindet sich ein Haltepunkt an der Bahnstrecke Uelzen–Langwedel. Die Landstraßen L234 und L250 sind die wichtigsten Verbindungswege zu den nächsten Orten. Der Ort liegt an der Bundesstraße 71 und ist etwa 25 km von der nächsten Autobahnauffahrt entfernt.

### Freizeit
Der 1912 gegründete Sportverein TSV Wriedel hat über 700 Mitglieder, wobei etwa 50 % Jugendliche sind. Es gibt ein Freibad mit natürlicher Klärung ohne Chlorzusätze, das vom Verein „Naturbad Wriedel e. V.“ betrieben wird. Ein Schützenhaus in Brockhöfe gehört zur Kyffhäuser Kameradschaft Wriedel e. V. Außerdem besteht der Reit- und Fahrverein.
Weitere Vereine sind:
- Landjugend Wriedel
- Quad Club Lintzel
- Männergesangverein
- Posaunenchor Wriedel-Hanstedt
- Gemischter Chor
- Wulfsoder Clan

### Bildung
In Wriedel befinden sich eine Grundschule und ein Kindergarten.